# Alternaria arborescens
Alternaria arborescens är en svampart som beskrevs av E.G. Simmons 1999. Alternaria arborescens ingår i släktet Alternaria och familjen Pleosporaceae.   Inga underarter finns listade i Catalogue of Life.